# 阿富汗总统
阿富汗總統是1973年阿富汗废除君主制以来，除阿富汗伊斯蘭酋長國以外歷代政府的國家元首。
1973年至1978年的阿富汗共和國，1978年至1992年的阿富汗民主共和国，1992年至2002年的阿富汗伊斯蘭國（1996年至2001年為北方聯盟），2002年至2004年的阿富汗伊斯蘭國過渡政府，以及2004年成立并於2021年起流亡的阿富汗伊斯蘭共和國均設有總統職位。其中阿富汗共和國、阿富汗伊斯蘭國過渡政府以及阿富汗伊斯蘭共和國時期的總統是國家元首兼政府首脑，自1926年以来的其余時期阿富汗政府首脑是阿富汗总理。阿富汗伊斯蘭國過渡政府和阿富汗伊斯蘭共和國的總統也是阿富汗國民軍總司令。

## 資格
依據2004年《阿富汗憲法》第62條，阿富汗總統候選人須具備的條件：
- 阿富汗的穆斯林公民，雙親都是阿富汗人；
- 不是另一個國家的公民；
- 宣布候選人資格時，至少年滿40歲；
- 沒有被法院裁定犯有危害人类罪、刑事罪或被剝奪公民權利；
- 未曾擔任超過一屆任期（英语：term limit）的總統。

## 權力
《阿富汗憲法》授予總統在軍事和立法事務上的廣泛權力，在兩院制的國民議會、人民院和長老院之上。總統最多只能任職兩個五年的任期。哈米德·卡尔扎伊於2004年開始其第一個五年任期。 在2014年第二任期結束後，阿什拉夫·加尼當選為下一任總統。

## 总统选举

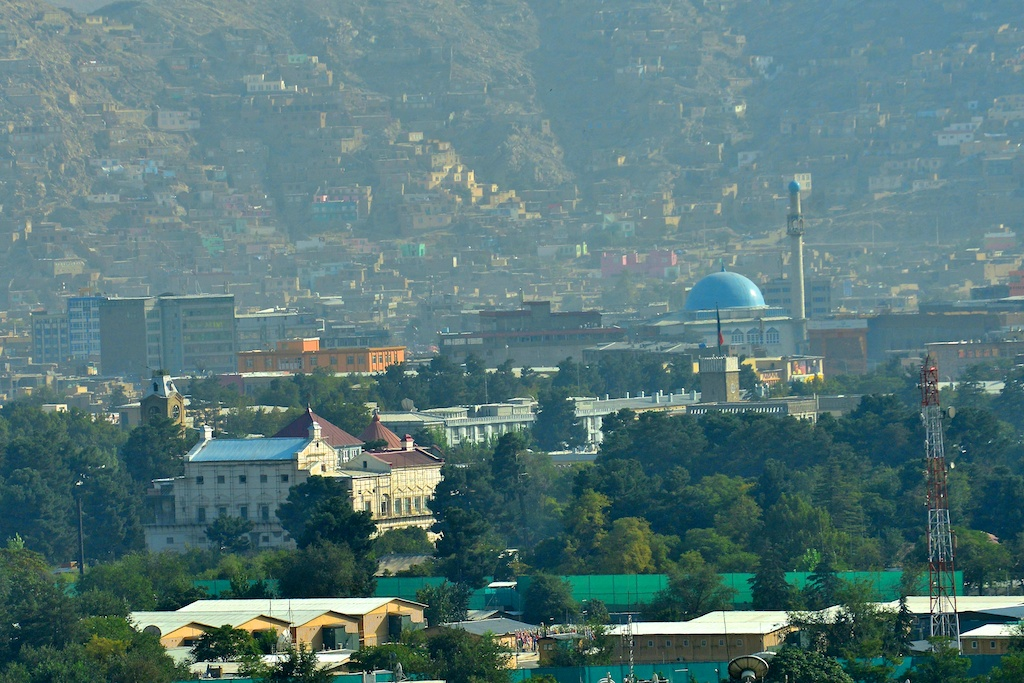
阿富汗总统府

## 歷任總統列表
| #                             | #    | 姓名                   | 姓名 | 生卒年份  | 上任日期       | 缷任日期       | 所属政党                                               |
| ----------------------------- | ---- | ---------------------- | ---- | --------- | -------------- | -------------- | ------------------------------------------------------ |
| 阿富汗共和國总统              |      |                        |      |           |                |                |                                                        |
|                               | 1    | 穆罕默德·达乌德·可汗   |      | 1909—1978 | 1973年7月17日  | 1978年4月27日  | 無黨籍 （1976年前）                                    |
| 阿富汗国家革命党 （1976年後） | 1    | 穆罕默德·达乌德·可汗   |      | 1909—1978 | 1973年7月17日  | 1978年4月27日  |                                                        |
| 阿富汗民主共和國總統          |      |                        |      |           |                |                |                                                        |
|                               | 2    | 穆罕默德·納吉布拉      |      | 1947—1996 | 1986年11月24日 | 1992年4月16日  | 阿富汗人民民主党 （旗幟派） （至1990年）               |
| 阿富汗祖国党                  | 2    | 穆罕默德·納吉布拉      |      | 1947—1996 | 1986年11月24日 | 1992年4月16日  |                                                        |
|                               | 代理 | 阿卜杜勒·拉希姆·哈蒂夫 |      | 1926—2013 | 1992年4月16日  | 1992年4月28日  | 阿富汗祖国党                                           |
| 阿富汗伊斯兰国总统            |      |                        |      |           |                |                |                                                        |
|                               | 代理 | 西卜加图拉·穆贾迪迪    |      | 1926—2019 | 1992年4月28日  | 1992年6月28日  | 阿富汗民族解放阵线                                     |
|                               | 3    | 布尔汉努丁·拉巴尼      |      | 1940—2011 | 1992年6月28日  | 1996年9月27日  | 阿富汗伊斯蘭協會                                       |
| 阿富汗伊斯兰国 (北方联盟)总统 |      |                        |      |           |                |                |                                                        |
|                               | 3    | 布尔汉努丁·拉巴尼      |      | 1940—2011 | 1996年9月27日  | 2001年11月13日 | 阿富汗伊斯蘭協會/拯救阿富汗伊斯兰联合阵线 （北方联盟） |
| 阿富汗过渡伊斯兰国总统        |      |                        |      |           |                |                |                                                        |
|                               | 過渡 | 布尔汉努丁·拉巴尼      |      | 1940—2011 | 2001年11月13日 | 2001年12月22日 | 阿富汗伊斯蘭協會/拯救阿富汗伊斯兰联合阵线 （北方联盟） |
|                               | 過渡 | 哈米德·卡尔扎伊        |      | 1957—     | 2001年12月22日 | 2004年12月7日  | 無黨籍                                                 |
| 阿富汗伊斯兰共和国总统        |      |                        |      |           |                |                |                                                        |
|                               | 4    | 哈米德·卡尔扎伊        |      | 1957—     | 2004年12月7日  | 2014年9月29日  | 無黨籍                                                 |
|                               | 5    | 阿什拉夫·加尼          |      | 1949—     | 2014年9月29日  | 2021年8月15日  | 無黨籍                                                 |
|                               | 代理 | 阿姆魯拉·沙雷          |      | 1972-     | 2021年8月17日  | 至今           | 無黨籍                                                 |

2021年8月15日塔利班攻占喀布尔，重建阿富汗伊斯蘭酋長國，与此同时阿富汗伊斯兰共和国时任第一副总统阿姆魯拉·薩利赫自称代总统，但未获普遍承认。
2021年9月29日阿富汗駐瑞士大使館發布了被罷免政府官員的聲明，但沒有提及任何人的名字，內容稱阿姆魯拉·沙雷領導的阿富汗伊斯蘭共和國政府是阿富汗「唯一合法」、民主選舉產生的政府。